# Ormosia microphylla
Ormosia microphylla är en ärtväxtart som beskrevs av Elmer Drew Merrill och L.Chen. Ormosia microphylla ingår i släktet Ormosia och familjen ärtväxter.

## Underarter
Arten delas in i följande underarter:
- O. m. microphylla
- O. m. tomentosa